# Giorgio Corona
Giorgio Corona (Palermo, 16 maggio 1974) è un ex calciatore italiano, di ruolo attaccante.
Ha segnato 258 reti tra campionati dilettantistici e professionistici.
È soprannominato Re Giorgio.

## Biografia
Nato e cresciuto nel quartiere Zisa di Palermo, ha due fratelli, Natale e Micheal, divenuti calciatori a livello dilettantistico.
Ha un figlio, Giacomo (2004), anche lui calciatore.

## Carriera

### Gli inizi
Iniziò a giocare a calcio in Terza Categoria, nella squadra del quartiere Borgo Nuovo. Successivamente giocò nel Cinisi, dove nel campionato di Promozione segnò 34 reti in 31 gare. Nel 1997 si trasferì al Milazzo, dove sotto la guida di Pasquale Marino giunse secondo dietro il Messina, realizzando 19 reti. L'anno seguente salì di categoria, vestendo la maglia del Messina. Nella stagione 1999-2000, a Tricase, realizzò 10 reti, segnando alla sua ex squadra e giungendo sesto in classifica.
Nel 2000 passò dal Tricase al Campobasso, andando a segno 15 volte. Seguì il trasferimento al Giugliano in Serie C2 nella stagione 2001-2002 e successivamente al Brindisi, in C2. Al Brindisi, nel 2002-2003, con 20 reti fu il miglior marcatore del torneo, vincendo la Coppa Italia di Serie C 2002-2003 e siglando il gol decisivo nella finale di ritorno allo stadio "Franco Fanuzzi" di Brindisi.
Acquistato dal Catanzaro nell'estate 2003, alla prima apparizione nei campionati di Serie C1, con 19 reti segnate, superò il precedente record di marcature per stagione detenuto da Massimo Palanca per la squadra giallorossa, contribuendo alla promozione in Serie B, ottenuta dal club dopo quattordici anni. Esordì in Serie B l'11 settembre 2004 in Catanzaro-Bari (2-1), segnando dopo 13 minuti la rete del momentaneo 1-0. La squadra calabrese arrivò ultima in entrambi i successivi campionati di Serie B (nel primo caso venne ripescata), nei quali Corona segnò complessivamente 27 gol a fronte di 76 presenze.
Acquistato dal Catania per 600 000 euro nel giugno 2006, debuttò in Serie A il 10 settembre 2006 a 32 anni in Cagliari-Catania (0-1), siglando il gol vittoria. Nella stagione 2006-2007 segnò 7 reti in Serie A.
Nel luglio 2007 tornò in Serie B, acquistato dal Mantova dove in due stagioni siglò 17 reti. Il 9 luglio 2009 fu ingaggiato dal Taranto. Debuttò con la maglia rossoblu il 2 agosto 2009 in Coppa Italia contro il Cosenza. Segnò la prima rete stagionale alla prima giornata di campionato di Lega Pro, Taranto-Real Marcianise, regalando alla squadra jonica il primo successo stagionale. Partecipò alla prima vittoria esterna contro il Pescina Valle del Giovenco segnando su calcio di rigore. Realizzò infine una doppietta alla prima giornata del girone di ritorno in Real Marcianise-Taranto.
Il 18 agosto 2010 passò alla Juve Stabia. Con la squadra stabiese totalizzò 13 gol, vincendo la Coppa Italia Lega Pro 2010-2011 il 27 aprile 2011. Il 19 giugno 2011 realizzò il gol del 2-0 all'88' contro l'Atletico Roma nella finale play-off di ritorno giocata allo Stadio Flaminio di Roma. La Juve Stabia ritornò in Serie B dopo sessant'anni dall'unica partecipazione.
Il 30 giugno 2011 terminò il prestito con le vespe e quindi rientrò a Taranto; il 2 agosto 2011 rescisse il contratto col la squadra pugliese.

### Messina
L'8 agosto 2011 firmò il contratto con il Messina, Serie D, tornando in riva allo Stretto dopo dodici anni. Siglò il suo primo gol stagionale in Coppa Italia Serie D, con l'HinterReggio su rigore, nella partita vinta dalla squadra peloritana 9-8 dopo i rigori (il tempo regolamentare finì 1-1). Si ripeté col Palazzolo alla settima giornata di campionato, siglando il gol vittoria del Messina. A fine stagione totalizzò 13 gol in 29 presenze in campionato, centrando i play-off, dopo i 4 punti di penalizzazione. Il Messina venne poi eliminato dal Cosenza nelle fasi eliminatorie.
Nella stagione 2012-2013 rimase al Messina, dove realizzò 16 gol in 32 presenze in campionato, contribuendo alla promozione della squadra in Lega Pro Seconda Divisione. La stagione successiva con 11 reti in 31 partite contribuì alla seconda promozione consecutiva della squadra peloritana, approdando in Lega Pro. Nella stagione 2014-2015, nonostante i 12 gol messi a segno in 36 partite complessive, non riuscì ad evitare la retrocessione dei siciliani in Serie D dopo i play-out persi con la Reggina.
Chiuse così la sua seconda esperienza con il Messina con 139 presenze e 56 gol complessivi (di cui rispettivamente 130 e 54 in campionato) che, sommati alle statistiche del 1998-1999, portano a 166 presenze e 59 gol totali coi siciliani.

### Scordia
Il 1º settembre 2015 fu ingaggiato dalla squadra di Scordia, neopromossa in Serie D. Segnò il suo primo gol il 17 settembre nella vittoria esterna per 0-5 contro il Vigor Lamezia. Fu decisivo dieci giorni più tardi a Marsala per lo 0-1 finale. Il 3 dicembre 2015, dopo alcune divergenze con il club, passò all'Atletico Catania.

### Atletico Catania
Nel dicembre 2015, quindi, indossò la maglia dell'Atletico Catania, in Eccellenza, riuscendo a realizzare 11 gol in 18 gare, diventando in poco tempo un punto di riferimento per tutti i giocatori. Grazie alle sue reti, riuscì a dare un forte contributo alla rimonta in classifica della formazione etnea, dopo un girone di andata deficitario. Tuttavia, la salvezza sfumò nella gara di play-out contro la San Pio X.
Ritiratosi al termine della stagione 2015-2016, il 2 febbraio 2017 fece ritorno all'Atletico Catania, in Promozione, per dare il suo contributo al ritorno nel massimo campionato regionale della società atletista. Il 30 aprile 2017, grazie ad una sua rete, il club riuscì a vincere matematicamente il campionato di Promozione.
La stagione seguente, nonostante l'iniziale idea di ritirarsi, Corona decise di proseguire col calcio giocato, facendo il suo esordio nel campionato di Eccellenza girone B il 17 settembre. Realizzò la sua prima marcatura stagionale in Atletico Catania-Pistunina (3-1). Tuttavia, nel novembre 2017 annunciò l'addio al club per divergenze con la società. Il mese seguente anche l'allenatore e diversi calciatori si svincolarono dal club, colto nel frattempo da una grave crisi economica, portando gli stessi tifosi a scendere in campo pur di salvare il titolo sportivo. Nel marzo 2018, dopo il cambio dei vertici societari, Corona venne nuovamente tesserato. Al termine della stagione, conclusasi con la salvezza, si ritirò definitivamente dal calcio giocato.

## Statistiche

### Presenze e reti nei club
| Stagione                | Squadra                 | Campionato              | Campionato | Campionato | Coppe nazionali | Coppe nazionali | Coppe nazionali | Coppe europee | Coppe europee | Coppe europee | Altre coppe | Altre coppe | Altre coppe | Totale | Totale | Totale |
| Stagione                | Squadra                 | Comp                    | Pres       | Reti       | Comp            | Pres            | Reti            | Comp          | Pres          | Reti          | Comp        | Pres        | Reti        | Pres   | Reti   |        |
| ----------------------- | ----------------------- | ----------------------- | ---------- | ---------- | --------------- | --------------- | --------------- | ------------- | ------------- | ------------- | ----------- | ----------- | ----------- | ------ | ------ | ------ |
| 1997-1998               | Milazzo                 | CND                     | 33         | 19         | -               | -               | -               | -             | -             | -             | -           | -           | -           | 33     | 19     |        |
| 1998-1999               | Messina                 | C2                      | 27         | 3          | CI-C            | 10              | 2               | -             | -             | -             | -           | -           | -           | 37     | 5      |        |
| 1999-2000               | Atletico Tricase        | C2                      | 33         | 10         | CI-C            | 0               | 0               | -             | -             | -             | -           | -           | -           | 33     | 10     |        |
| 2000-2001               | Campobasso              | C2                      | 32+1       | 15         | CI-C            | 5               | 2               | -             | -             | -             | -           | -           | -           | 38     | 17     |        |
| 2001-2002               | Giugliano               | C2                      | 26+2       | 14+1       | CI-C            | -               | -               | -             | -             | -             | -           | -           | -           | 28     | 15     |        |
| 2002-2003               | Brindisi                | C2                      | 31+2       | 20+1       | CI-C            | 3               | 1               | -             | -             | -             | -           | -           | -           | 36     | 22     |        |
| 2003-2004               | Catanzaro               | C1                      | 33         | 19         | CI-C            | 1               | 0               | -             | -             | -             | SL-C1       | 1           | 0           | 35     | 19     |        |
| 2004-2005               | Catanzaro               | B                       | 36         | 13         | CI              | 3               | 1               | -             | -             | -             | -           | -           | -           | 39     | 14     |        |
| 2005-2006               | Catanzaro               | B                       | 40         | 14         | CI              | 2               | 0               | -             | -             | -             | -           | -           | -           | 42     | 14     |        |
| Totale Catanzaro        | Totale Catanzaro        | Totale Catanzaro        | 109        | 46         |                 | 6               | 1               |               | -             | -             |             | 1           | 0           | 116    | 47     |        |
| 2006-2007               | Catania                 | A                       | 31         | 7          | CI              | 1               | 0               | -             | -             | -             | -           | -           | -           | 32     | 7      |        |
| 2007-2008               | Mantova                 | B                       | 37         | 7          | CI              | 0               | 0               | -             | -             | -             | -           | -           | -           | 37     | 7      |        |
| 2008-2009               | Mantova                 | B                       | 29         | 10         | CI              | 1               | 0               | -             | -             | -             | -           | -           | -           | 30     | 10     |        |
| Totale Mantova          | Totale Mantova          | Totale Mantova          | 66         | 17         |                 | 1               | 0               |               | -             | -             |             | -           | -           | 67     | 17     |        |
| 2009-2010               | Taranto                 | 1D                      | 33         | 8          | CI+CI-LP        | 1+1             | 0               | -             | -             | -             | -           | -           | -           | 35     | 8      |        |
| 2010-2011               | Juve Stabia             | 1D                      | 31+4       | 13+1       | CI+CI-LP        | 0+4             | 2               | -             | -             | -             | -           | -           | -           | 39     | 16     |        |
| 2011-2012               | Messina                 | D                       | 29+2       | 13+2       | CI-D            | 4               | 1               | -             | -             | -             | -           | -           | -           | 35     | 16     |        |
| 2012-2013               | Messina                 | D                       | 32+2       | 16         | CI-D            | 1               | 1               | -             | -             | -             | -           | -           | -           | 35     | 17     |        |
| 2013-2014               | Messina                 | 2D                      | 31         | 11         | CI-LP           | 2               | 0               | -             | -             | -             | SL-C2       | 2           | 0           | 35     | 11     |        |
| 2014-2015               | Messina                 | LP                      | 34+2       | 12         | CI+CI-LP        | 1+0             | 0               | -             | -             | -             | -           | -           | -           | 37     | 12     |        |
| Totale Messina          | Totale Messina          | Totale Messina          | 153+6      | 55+2       |                 | 18              | 4               |               | -             | -             |             | 2           | 0           | 179    | 61     |        |
| ago.-dic. 2015          | Scordia                 | D                       | 11         | 2          | CI-D            | 0               | 0               | -             | -             | -             | -           | -           | -           | 11     | 2      |        |
| dic. 2015-2016          | Atletico Catania        | Ecc.                    | 18         | 11         | -               | -               | -               | -             | -             | -             | -           | -           | -           | 18     | 11     |        |
| 2016-2017               | Atletico Catania        | Prom.                   | 9          | 7          | -               | -               | -               | -             | -             | -             | -           | -           | -           | 9      | 7      |        |
| 2017-2018               | Atletico Catania        | Ecc.                    | 13         | 5          |                 |                 |                 |               |               |               |             |             |             | 13     | 5      |        |
| Totale Atletico Catania | Totale Atletico Catania | Totale Atletico Catania | 40         | 23         | -               | -               | -               |               | -             | -             | -           | -           | -           | 40     | 23     |        |
| Totale carriera         | Totale carriera         | Totale carriera         | 644        | 255        |                 | 40+?            | 10              |               | -             | -             |             | 3           | 0           | 687    | 265    |        |

## Palmarès

### Club

#### Competizioni nazionali
- Campionato italiano Serie C1: 1

Catanzaro: 2003-2004 (girone B)
- Coppa Italia Lega Pro: 2

Brindisi: 2002-2003
Juve Stabia: 2010-2011
- Campionato italiano Serie D: 1

Messina: 2012-2013
- Lega Pro Seconda Divisione: 1

Messina: 2013-2014 (girone I)

#### Competizioni regionali
- Promozione: 1

Atletico Catania: 2016-2017

### Individuale
- Capocannoniere della Serie C2: 1

2002-2003 (girone C, 21 gol)